# Vorombe
Vorombe is een geslacht van uitgestorven loopvogels uit de orde van de olifantsvogels (Aepyornithiformes) uit het Holoceen van Madagaskar. 

## Vondsten
Beenderen zijn gevonden in de zuidelijke helft van Madagaskar, zowel in het droge zuidwesten als de hooglanden. Ze werden aanvankelijk toegeschreven aan Aepyornis, maar bij gedetailleerde analyse in 2018 werd Vorombe als nieuw geslacht beschreven.

## Uiterlijke kenmerken
Met een hoogte van drie meter en een geschat gewicht van 536 tot 732 kilogram was Vorombe de grootste van de olifantsvogels.